# Kjetil Borch
Kjetil Borch (Tønsberg, 14 de febrero de 1990) es un deportista noruego que compite en remo.
Participó en tres Juegos Olímpicos de Verano, entre los años 2012 y 2020, obteniendo dos medallas, bronce en Río de Janeiro 2016 (doble scull) y plata en Tokio 2020 (scull individual).
Ganó tres medallas en el Campeonato Mundial de Remo entre los años 2013 y 2019, y cuatro medallas en el Campeonato Europeo de Remo entre los años 2012 y 2020.

## Palmarés internacional
| Juegos Olímpicos   | Juegos Olímpicos        | Juegos Olímpicos  | Juegos Olímpicos |
| Año                | Lugar                   | Medalla           | Prueba           |
| ------------------ | ----------------------- | ----------------- | ---------------- |
| 2016               | Río de Janeiro (Brasil) | Medalla de bronce | Doble scull      |
| 2020               | Tokio (Japón)           | Medalla de plata  | Scull individual |
| Campeonato Mundial |                         |                   |                  |
| Año                | Lugar                   | Medalla           | Prueba           |
| 2013               | Chungju (Corea del Sur) | Medalla de oro    | Doble scull      |
| 2018               | Plovdiv (Bulgaria)      | Medalla de oro    | Scull individual |
| 2019               | Ottensheim (Austria)    | Medalla de bronce | Scull individual |
| Campeonato Europeo |                         |                   |                  |
| Año                | Lugar                   | Medalla           | Prueba           |
| 2012               | Varese (Italia)         | Medalla de bronce | Doble scull      |
| 2013               | Sevilla (España)        | Medalla de bronce | Doble scull      |
| 2018               | Glasgow (Reino Unido)   | Medalla de oro    | Scull individual |
| 2020               | Poznań (Polonia)        | Medalla de bronce | Scull individual |